# Slutenvård
Slutenvård är vård där patienten är inneliggande på en sjukvårdsavdelning. Motsatsen är öppenvård.
I hälso- och sjukvårdslagen (2017:30) används begreppet "sluten vård", vilket definieras som vård som ges till en patient som är intagen vid en vårdinrättning.
Sjukhus bedriver både slutenvård på vårdavdelningar och öppenvård på mottagningar medan exempelvis en vårdcentral enbart bedriver öppenvård.
Inom psykiatrin används ofta begreppet heldygnsvård för slutenvård. Psykiatrisk tvångsvård i Sverige gavs tidigare enbart inom det som då kallades slutenvården, men kan numera ges även inom öppenvård.